# Festival international de musique de Timgad
Le Festival international de musique de Timgad (en arabe : مهرجان تيمقاد الدولي) est un festival culturel organisé chauqe année au site archéologique de Timgad dans la wilaya de Batna, en Algérie.

## Histoire

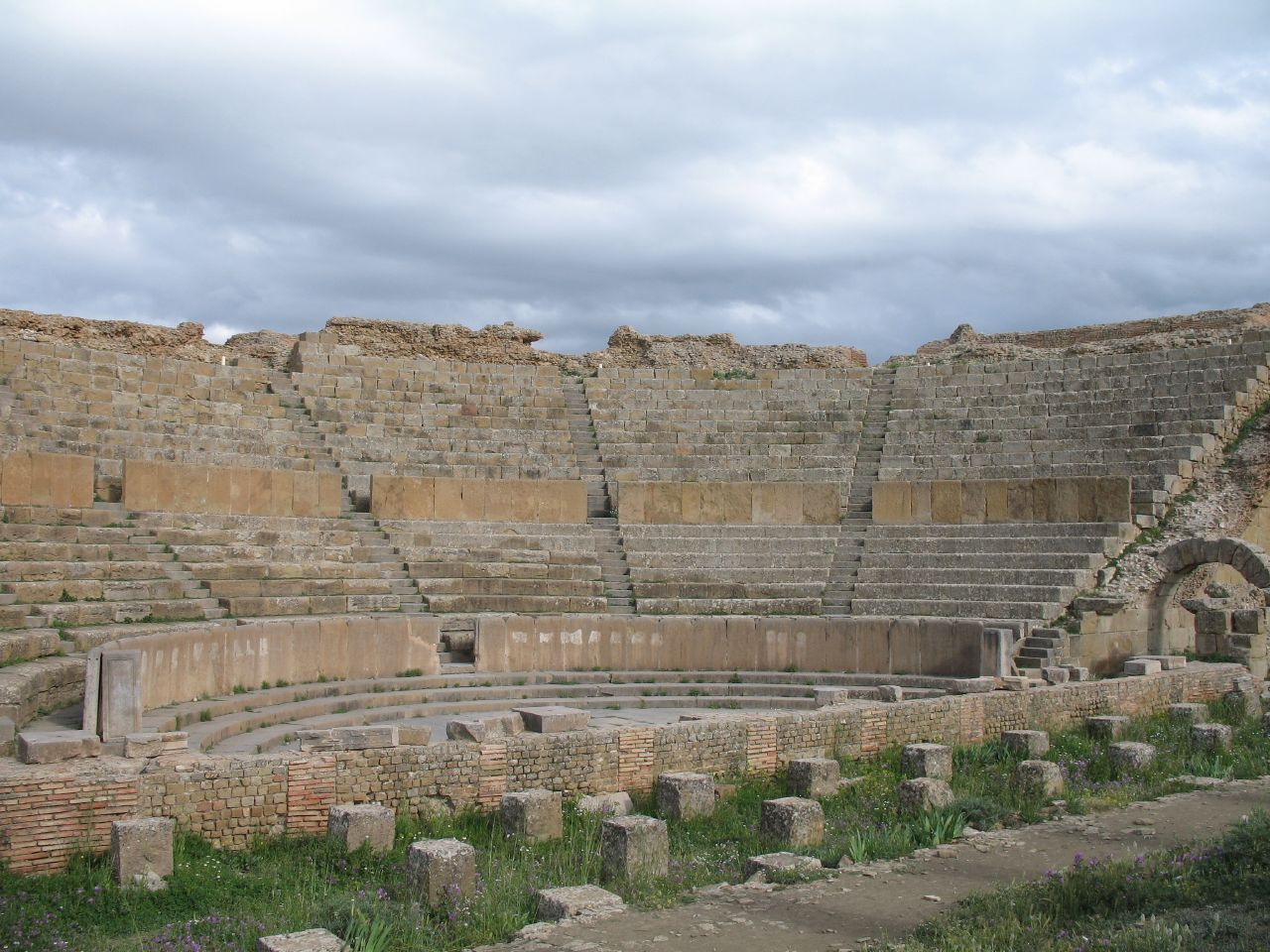
la cavea du théâtre de Timgad

Timgad est organisé chaque année par le Commissariat du festival en collaboration avec l'Office national de la Culture et de l’Information, et la wilaya de Batna.
Il a vu le jour en 1967 et il a eu beaucoup de noms, il fut baptisé festival méditerranéen, avant de devenir en 1973 le festival des arts populaires.
Le festival culturel annuel se déroulant chaque mois de juillet, mais a certain moment de son existence il est mis en pause de 1986 à 1996. Il deviendra une destination de choix pour de nombreuses stars de dimension internationale.

## Le site du festival

### Le festival défigure le site

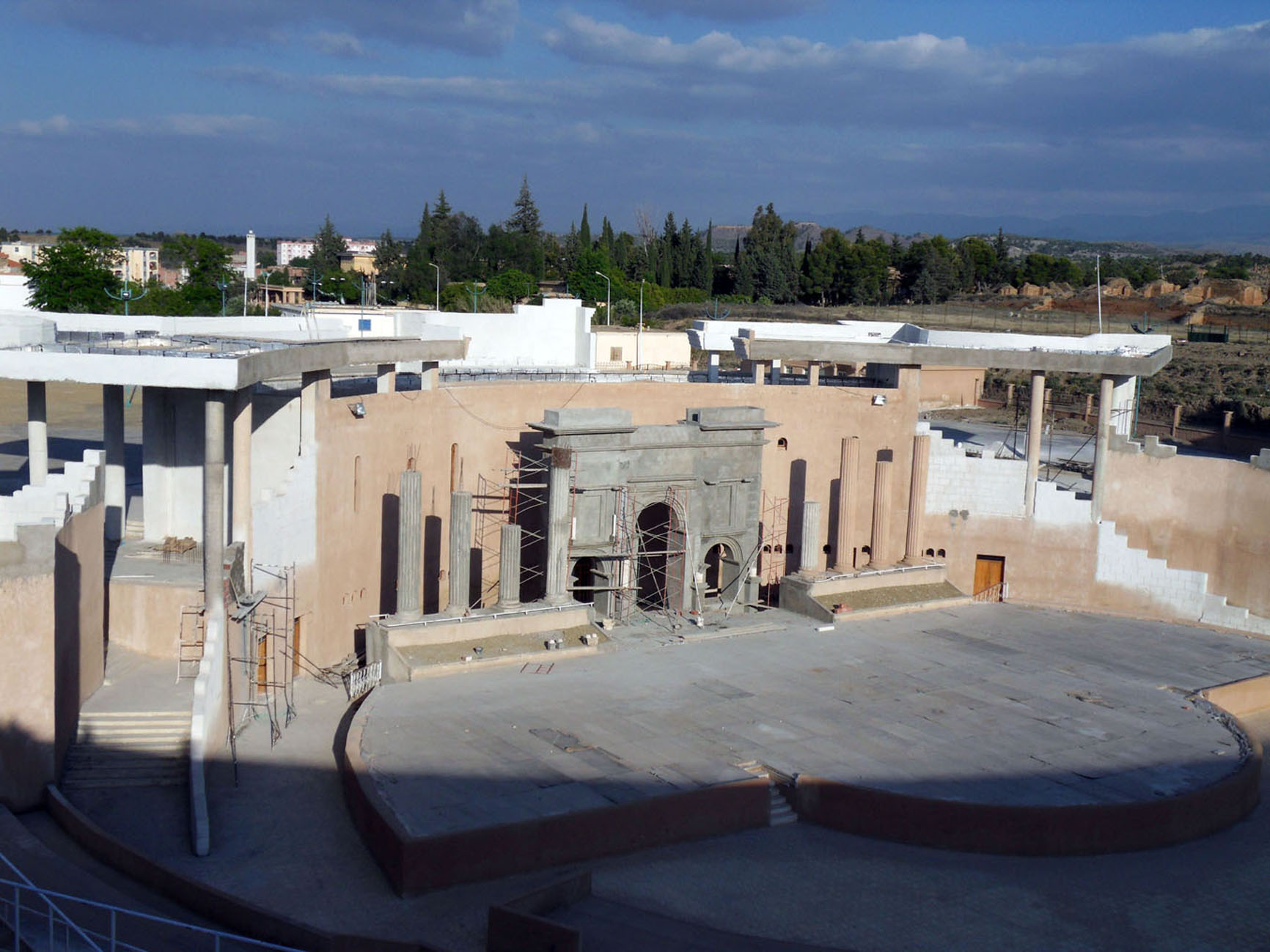
Ètat de construction de la nouvelle scène

La sonorisation, qui fait trembler les vieux gradins de l'amphithéâtre. Le décor est tout autre. Câbles, tuyauteries et projecteurs créés juste pour le festival, défigurent l'aspect naturel du site. Les spectateurs, leur présence représente un danger pour le site. Puisqu'ils ne sont là que pour le festival et peu importe le lieu où il se déroule. Le festival représente un véritable danger pour le site selon l'association algérienne pour la sauvegarde et la promotion du patrimoine archéologique.

### Résolution du problème

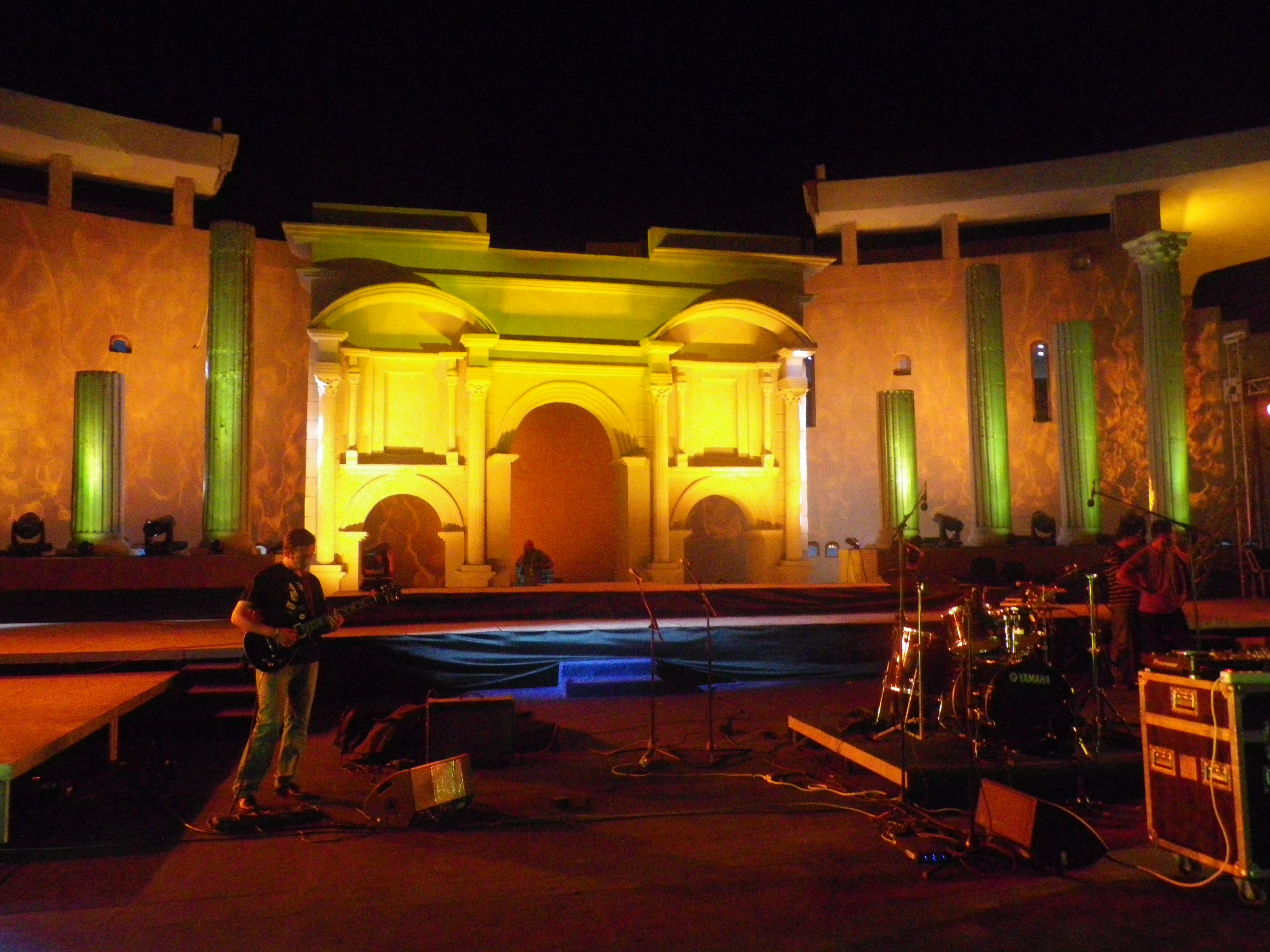
l'arrière plan de l'arc de triomphe de Trajan dans le nouveau théâtre du FIT

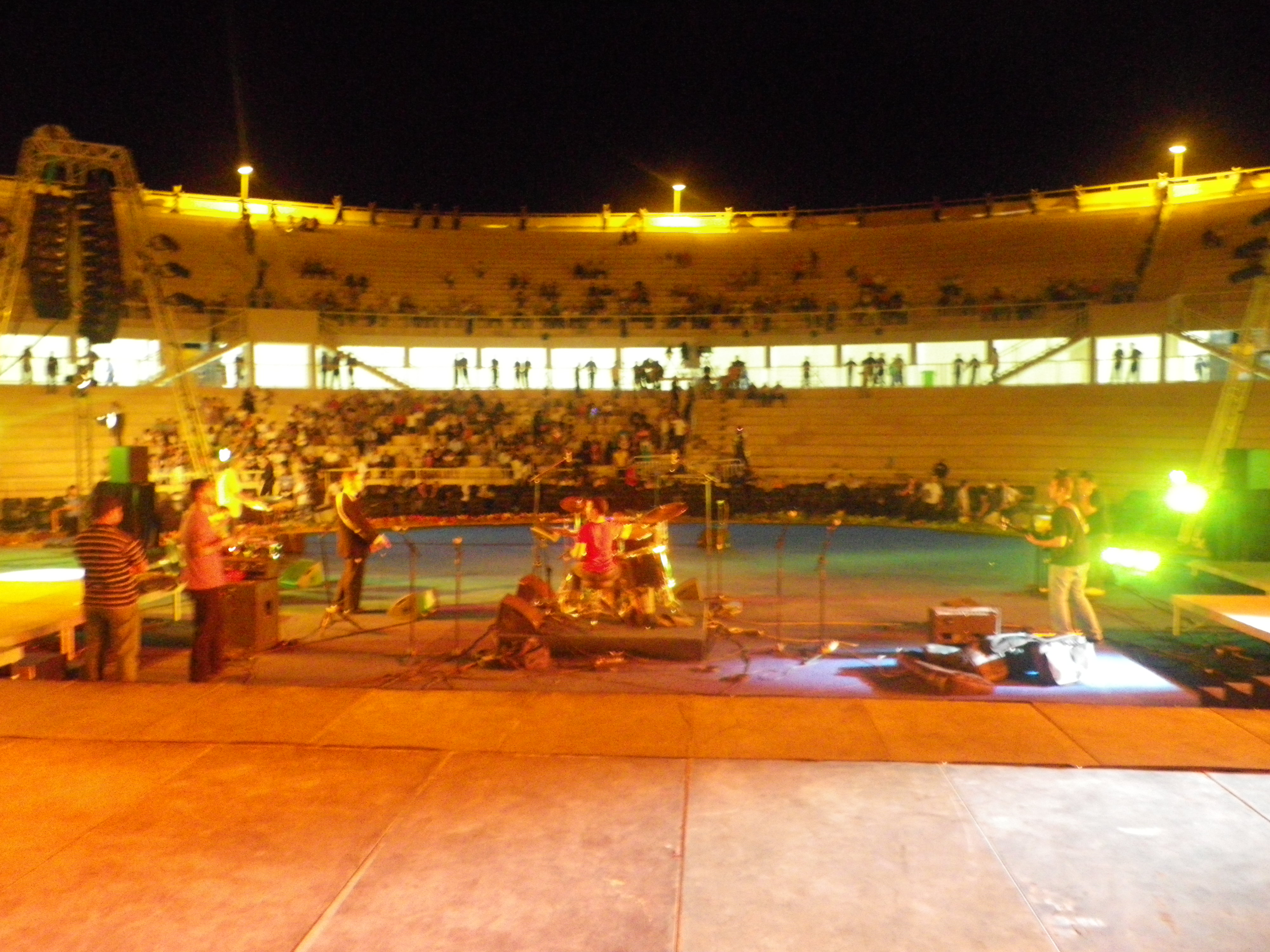
le nouveau théâtre de Timgad.

Une réplique de l'arène romaine réalisée à proximité de la cité archéologique de Timgad de Batna, s'apprête à accueillir pour la première fois en 2010 le festival international de musique de Timgad (8 - 17 juillet). Le nouveau théâtre de 6000 places aura coûté 352 millions DZD. Il est teinté d'une couleur ocre rappelant la pierre originelle du site romain, avec sa forme semi-circulaire; des colonnes ont été ajoutées avec, en arrière-plan, l'Arc de Trajan. Il comporte aussi six loges pour les artistes.

### Cinquième soirée

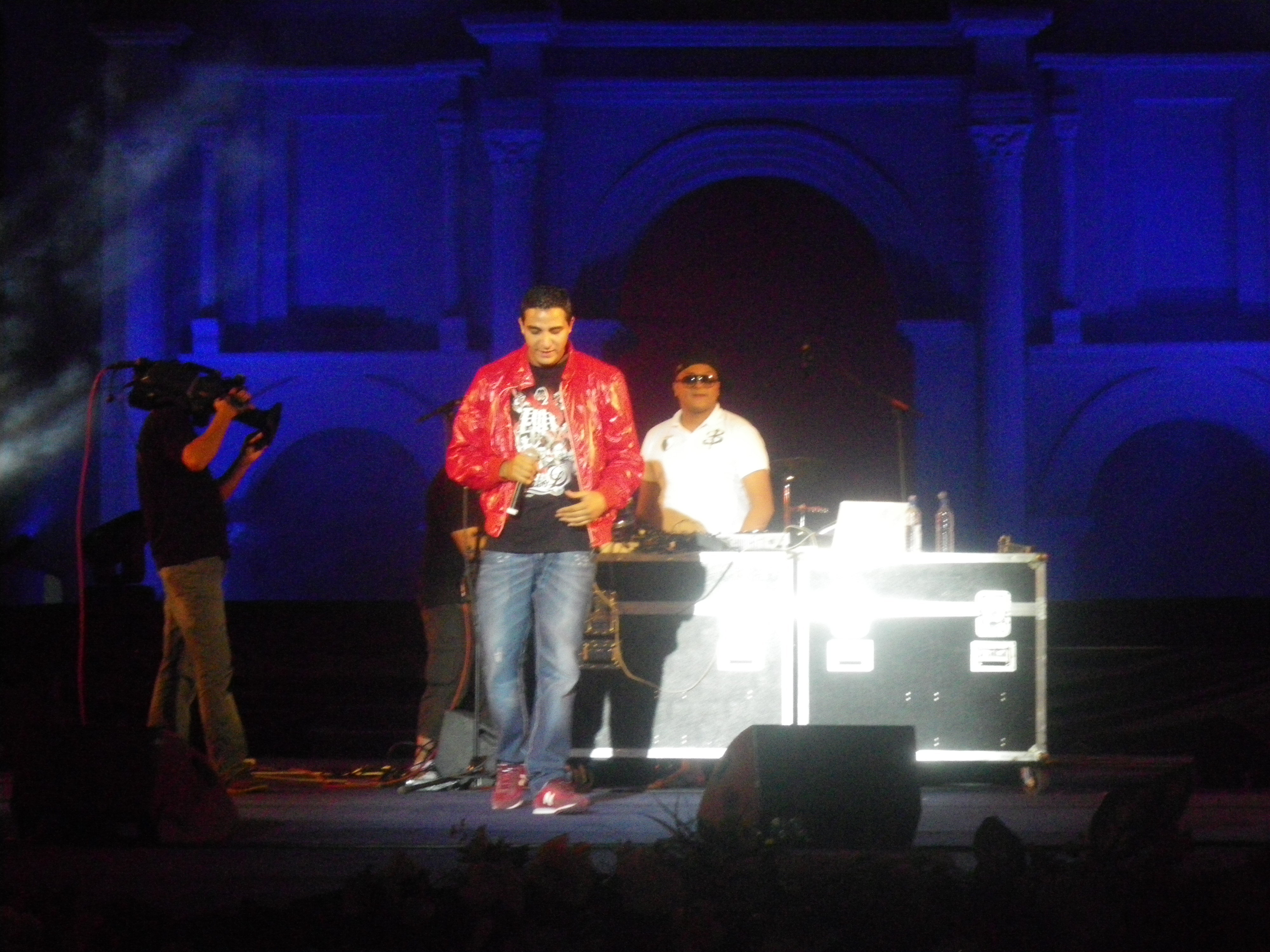
Algerino au FIT.

### La dernière soirée (clôture)

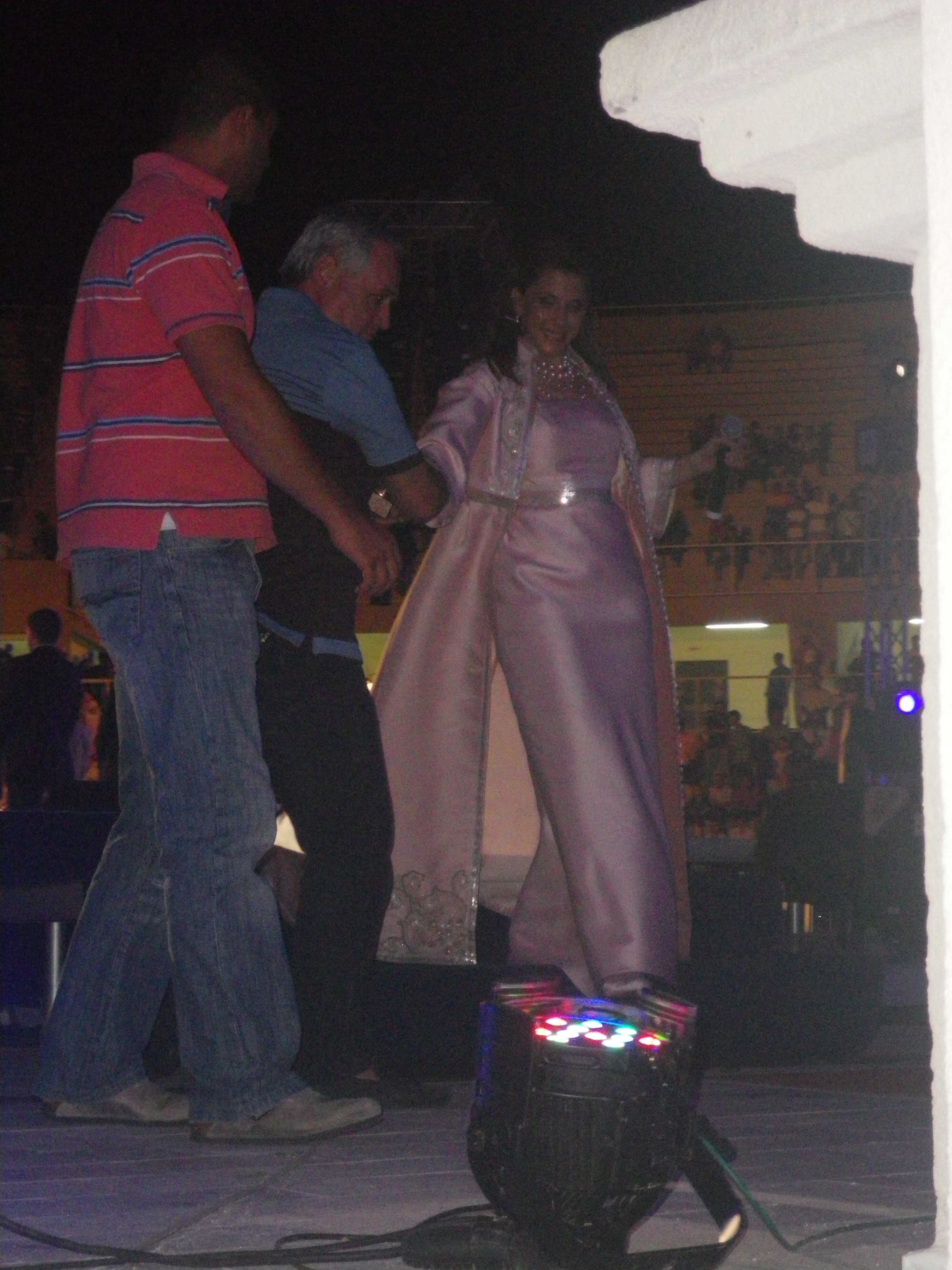
la chanteuse libanaise Magida el-Roumi au FIT